# Castellfort
Castellfort – gmina w Hiszpanii, w prowincji Castellón, we wspólnocie autonomicznej Walencja, o powierzchni 66,74 km². W 2011 roku liczyła 238 mieszkańców.